# Rêve de jeune marié
Pour plus de détails, voir Fiche technique et Distribution.
Rêve de jeune marié ou Le marié parle dans son sommeil (花婿の寝言, Hanamuko no negoto) est un film japonais réalisé par Heinosuke Gosho et sorti en 1935.

## Synopsis
Yasuo et Yukiko sont deux jeunes mariés profondément amoureux l'un de l'autre. Mais une rumeur court sur Yukiko, cette dernière aurait l'habitude de se recoucher dès son mari parti à son travail. Lorsque Yasuo apprend l'existence de cette rumeur de la bouche de Tamura, il se met dans une colère noire et rentre chez lui où il trouve à son grand désarroi sa femme alitée. Yasuo ne décolère pas et est prêt à demander le divorce, poussé par sa mère qui ne veut plus d'une telle bru. Yukiko finit par avouer que son mari parle dans son sommeil ce qui l'empêche de fermer l’œil la nuit et donc qu'elle doit se reposer le jour. Dès lors, il faut en avoir le cœur net, pour savoir à qui incombe la faute, le mari doit se coucher devant témoins afin vérifier s'il parle vraiment dans son sommeil. Un magnétiseur offre ses services pour l'endormir.

## Fiche technique

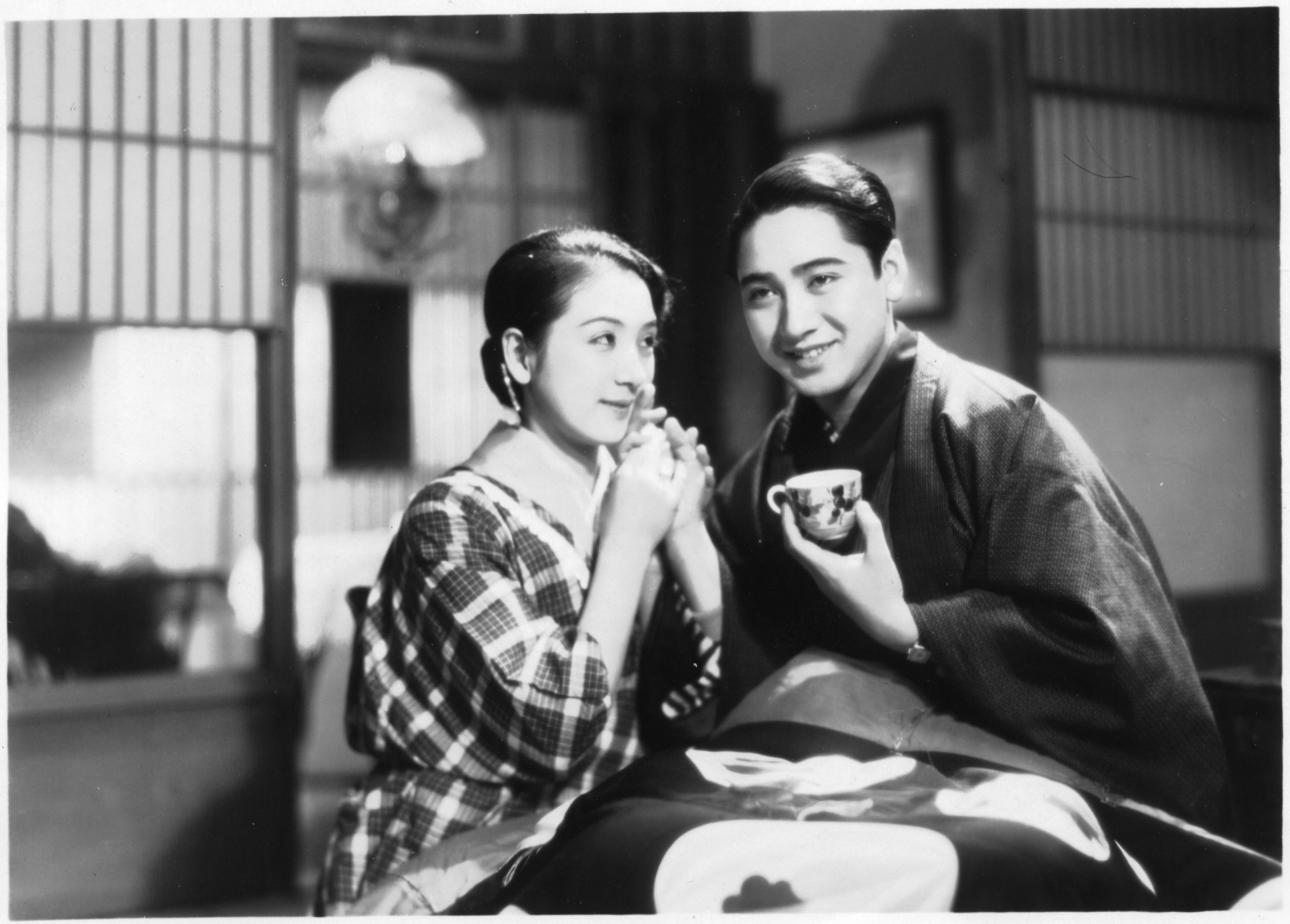
Scène du film avec Hiroko Kawasaki et Kazuo Hasegawa.

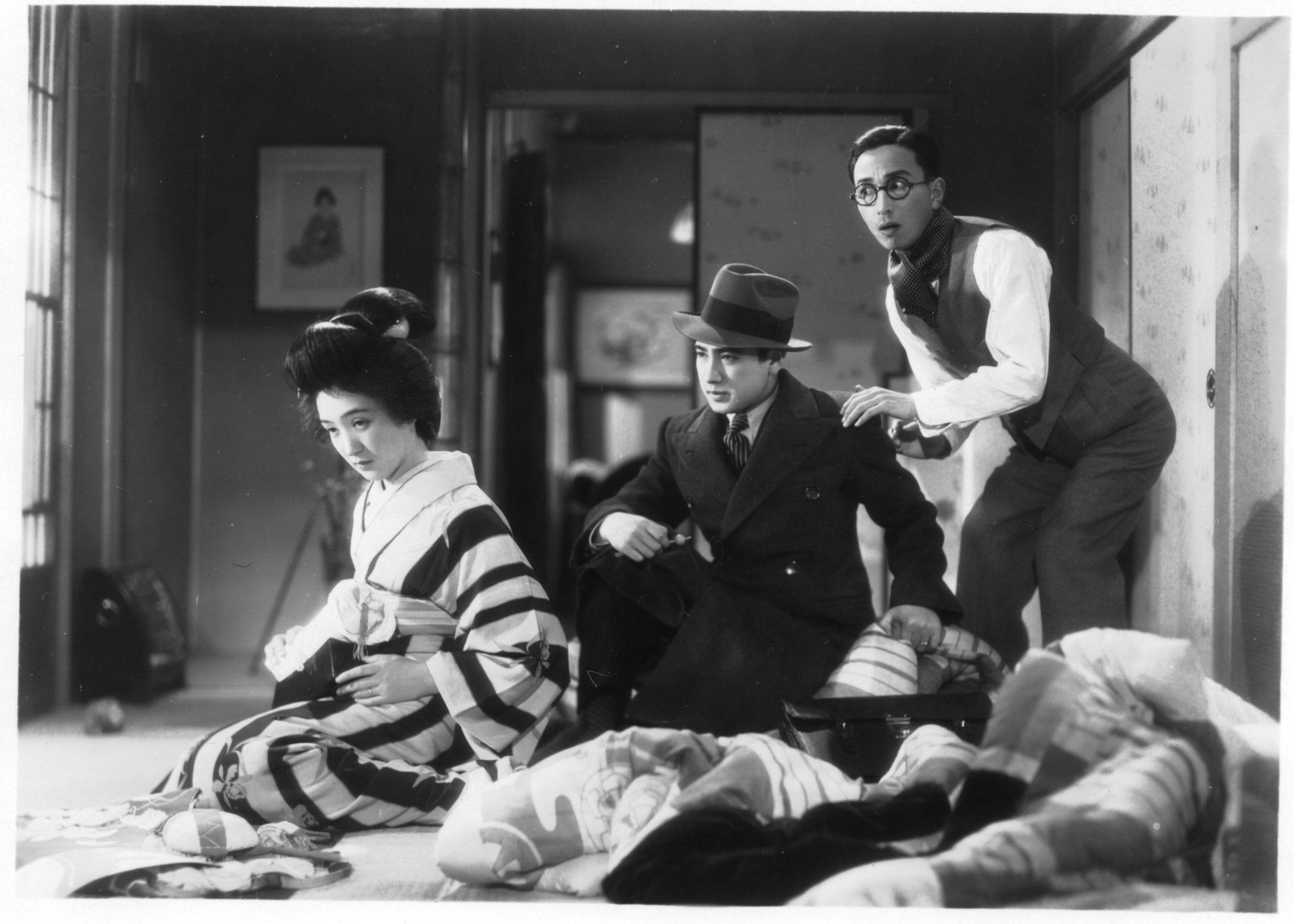
Scène du film avec Hiroko Kawasaki, Kazuo Hasegawa et Tokuji Kobayashi.

- Titre français : Rêve de jeune marié
- Titre français alternatif : Le marié parle dans son sommeil[1]
- Titre original : 花婿の寝言 (Hanamuko no negoto?)
- Réalisation : Heinosuke Gosho
- Scénario : Akira Fushimi
- Photographie : Jōji Ohara
- Son : Yoshisaburō Senoo
- Société de production : Shōchiku
- Pays d'origine :  Empire du Japon
- Langue originale : japonais
- Format : noir et blanc — 1,37:1 — 35 mm — son mono
- Genre : comédie dramatique
- Durée : 73 minutes
- Date de sortie :
  - Empire du Japon : 13 janvier 1935[2]

## Distribution
- Kazuo Hasegawa (crédité sous le nom Chōjirō Hayashi) : Yasuo Komine, le jeune marié
- Hiroko Kawasaki : Yukiko, son épouse
- Tokuji Kobayashi : Tamura, l'ami du marié
- Setsuko Shinobu : Kiyo, son épouse
- Ryōtarō Mizushima (ja) : le père de la mariée
- Eiko Takamatsu : la mère du marié
- Tatsuo Saitō : le magnétiseur
- Tomio Aoki : jeune commis d'un magasin d'alcool